# 기독교 아나키즘

기독교 아나키즘은 국가 등의 세속적인 권력을 부정하는 기독교 사상의 하나이다.

## 내용
16세기에는 아나키즘이란 용어가 없었지만, 이와 유사한 성향을 가진 사회운동가로서는 1525년 독일농민혁명을 지도한 독일의 종교개혁가 토마스 뮌처가 대표적이다. 그는 성령체험을 강조하면서 성서와 기존 권력을 반대하는 이념을 갖고 있었고, 이념의 실천을 위해 독일 농민혁명을 지도하였다. 이러한 기독교 아나키즘은 국교화된 이후 보수화된 기독교를 개혁하는 개혁적인 성격을 갖고 있다. 

## 같이 보기
- 기독교와 정치
- 기독교 공산주의
- 기독교 사회주의
- 해방 신학
- 신 수행주의
- 포스트모던 신학
- 급진 종교개혁
- 톨스토이 운동
- 공상적 사회주의